# Ташкентський землетрус
Ташкентський землетрус (узб. Toshkent zilzilasi) — катастрофічний землетрус (магнітуда 5,2), що стався 26 квітня 1966 року о 5 годині 23 хвилини в столиці Узбекистану місті Ташкенті.

## Про подію
Ташкентський землетрус стався о 5:23 26 квітня 1966 року. За відносно невеликої магнітуди (М = 5,2 за шкалою Ріхтера), проте через невелику глибину (від 8 до 3 км) залягання епіцентру, викликав 8-9-бальні (за 12-бальною шкалою MSK-64) струси земної поверхні та істотні пошкодження будівельних об'єктів у ташкентському середмісті. 
Зона максимальних збитків і руйнувань склала приблизно 10 км². На околицях узбецької столиці сейсмічний ефект заледве сягав 6 балів. Сильні коливання землі з частотою 2-3 Гц тривали 10-12 секунд. 
Відносно невелике число постраждалих (8 загиблих і близько 150 травмованих) у місті з мільйонним населенням пояснюється переважанням вертикальних (а не горизонтальних) сейсмічних коливань, що власне виключило повне завалення навіть старих глинобитних жител. Наступний аналіз причин травм засвідчив, що у 10 % випадків вони були отримані від руйнувань стін та дахів, 35 % — від падіння конструктивних частин будівель та споруд (тиньк, гіпсова ліпнина, цегла тощо) і габаритних побутових речей. У понад половині випадків (55 %) причиною травмування стала неусвідомлена своїми загрозами неконтрольована поведінка самих постраждалих, спричинена панічним страхом (вистрибування з верхніх поверхів, забої від різноманітних предметів і т. п.). Однак у подальшому кількість смертельних випадків збільшилась вже через серцеві напади у період виникнення навіть незначних афтершоків.

## Наслідки
Унаслідок Ташкентського землетрусу центральна частина Ташкента була практично цілком зруйнована. Повних або часткових руйнувань зазнали понад 36 тисяч житлових будинків і громадських споруд. Без даху над головою залишились понад 78 тисяч родин (понад 300 тисяч осіб). Сейсмостійкі будівлі залізничного вокзалу та театру не постраждали.
За рішенням уряду замість відновлення зруйнованих старих одноповерхових глинобитних жител на їхньому місці були збудовані нові сучасні багатоповерхівки. Місту вдалося відновитися протягом 2-ї половини 1960-х — на початку 1970-х років.
Така масштабна реконструкція Ташкента з його чисельним населенням стала можливою лише завдяки допомозі всіх республік СРСР, в тому числі і УРСР. Саме фахівці і будівельники з інших республік у рекордно короткі терміни звели й здали в експлуатацію декілька нових мікрорайонів як у центрі міста, так і на вільних ділянках у південно-західній частині Ташкента — на Чіланзарі. Численні будинки, квартали і вулиці тривалий час носили назви міст, що допомагали Ташкенту у важкий час відбудови.
Землетрус 1966 року став поштовхом для організації в СРСР спеціальних комплексних досліджень з метою вивчення глибинної будови сейсмонебезпечних районів та геологічних причин землетрусів і можливості їх передбачення. Для проведення таких досліджень на базі Центральної сейсмічної станції «Ташкент» був створений Інститут сейсмології при АН УзРСР.